# Cmentarz Gródecki we Lwowie
Cmentarz Gródecki we Lwowie, obecnie nieistniejący, został założony w 1787 roku na zachodnich przedmieściach miasta i był czynny do dnia 1 września 1875 roku, gdy odbył się ostatni pogrzeb.
Na początku XX wieku Cmentarz Gródecki miał postać wydłużonego prostokąta w rejonie ulic Gródeckiej (obecnie ul. Horodecka) i Bilińskich (obecnie ul. Smal-Stoćkoho); główna brama znajdowała się przy ul. Szeptyckich (obecnie ul. Szeptyćkych).

## Historia
Cmentarz Gródecki powstał na terenie dawnych obozowisk wojskowych w rejonie wsi Biłohorszcze wykorzystywanych jako miejsce pochówku ludzi zmarłych w okolicznościach nadzwyczajnych (ofiar epidemii, wojen, samobójców). Przyczyną utworzenia Cmentarza Gródeckiego było wydanie przez władze Galicji rozporządzeń z 1783 i 1784 roku nakazujących utworzenie cmentarzy poza terenem Lwowa i zakazujących grzebania zmarłych w śródmieściu i przy kościołach. Po wydaniu tych rozporządzeń we Lwowie powstały także inne cmentarze podmiejskie: Cmentarz Łyczakowski, Cmentarz Stryjski i Cmentarz Żółkiewski.
Na Cmentarzu Gródeckim chowano mieszkańców zachodniej części miasta (tzw. dzielnicy drugiej) oraz Przedmieść Gródeckiego i Krakowskiego, pod koniec istnienia cmentarza głównie ludność uboższą. W latach 1875-1880, po zamknięciu cmentarza, część pochowanych tam zmarłych przeniesiono na Cmentarz Łyczakowski lub Cmentarz Stryjski, po czym Cmentarz Gródecki uległ dewastacji.
W dniu 17 maja 1908 roku magistrat lwowski wydał obwieszczenie Lm. 30186/97 (IX) zawierające listę ok. 70 ostatnich czytelnych nagrobków i pomników pozostałych na Cmentarzu Gródeckim. W obwieszczeniu tym wezwano rodziny zmarłych do usunięcia na własny koszt wspomnianych grobowców i pomników w terminie jednego roku od daty publikacji obwieszczenia z zagrożeniem, że po upływie tego terminu gmina miasta Lwowa nie ręczy za dalsze ich istnienie.